# Minnow
Il minnow è un'esca artificiale utilizzata nella pesca a spinning o alla traina. Consiste nell'imitazione di un pesce di pochi centimetri di lunghezza, realizzato generalmente in balsa o materiali plastici e fornito di una o due piccole ancore a fungere da amo.
Alcuni modelli, come il Rapala, dispongono di una paletta di policarbonato o di acciaio, che permette all'artificiale di effettuare movimenti e scodinzolii tipici del pesce vivo in modo da destare l'attenzione dei pesci predatori.